# Warner Archive Collection

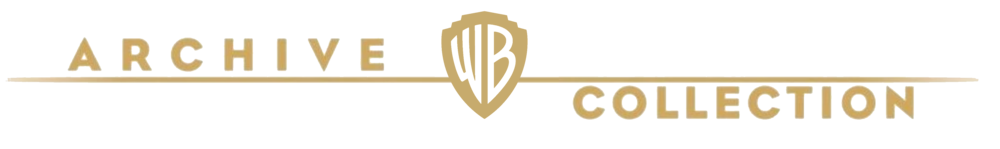
Официальный логотип серии

Warner Archive Collection — «производимая по требованию» (англ. manufactured-on-demand, MOD) серия DVD, начавшая выходить 23 марта 2009 года под лейблом Warner Bros. Home Entertainment. Серия была создана с целью выпустить ранее не выходившие на DVD фильмы и сериалы из каталога.
Как правило диски записываются согласно каждому заказу и доставляются непосредственно потребителю, в противовес традиционной бизнес-модели, когда диски издаются определёнными тиражами и после доставляются в места розничной торговли (т. н. «метод кирпича и миномёта»). Это позволяет экономить на затратах по хранению не проданного запаса на складе и снизить риск того, что продавец просто не сможет продать тираж, тем более, что большинство фильмов в каталоге не имеют высокого общественного спроса. Несмотря на это, некоторые DVD, выпущенные в рамках Warner Archive Collection, ранее уже выпускались тиражами, но к моменту выхода в формате MOD DVD уже были распроданы.
Также Warner Archive включает возможность загружать файлы каталога через Интернет посредством создания аккаунта на видеосервисе Warner Archive Instant, работающем в формате, подобном Netflix.

## Краткая информация
Коллекция включает в себя кино- и телефильмы, а также телесериалы, находящиеся в каталоге Warner Bros. Pictures, Turner Entertainment Co. (правообладатель фильмов студии Metro-Goldwyn-Mayer до мая 1986 года, Associated Artists Productions, RKO Radio Pictures, Hanna-Barbera Productions, а также до 1991 года Ruby-Spears Enterprises), HBO, Lorimar Television, Allied Artists International, Monogram Pictures, Largo Entertainment, New Line Cinema и Castle Rock Entertainment.
На волне успеха Warner Archive Collection, другие студии, включая Sony Pictures (в том числе Columbia Pictures), MGM, Universal Studios, Disney и 20th Century Fox также выпустили свои MOD-сервисы — Sony Pictures Choice Collection, MGM Limited Edition Collection, Universal Vault Series, Disney Generations Collection и Fox Cinema Archives соответственно. Вместе с Warner эти коллекции объединяют пять крупнейших студий из шести существующих (шестая — это Paramount Pictures). Кроме того, услуги MOD при помощи сервиса Amazon CreateSpace начали предлагать студия Lionsgate и каналы CBS, MTV и Nickelodeon. 13 апреля 2011 года было объявлено о том, что Warner Bros. и Sony Pictures заключили соглашение, согласно которому в Warner Archive Collection также войдут некоторые фильмы от Sony. MGM Limited Edition Collection также распространялась как часть Warner Archive Collection.
В ноябре 2012 года Warner объявили, что Warner Archive Collection также будет издаваться на Blu-Ray с частотой не более 1-2 раз месяц. В июне 2013 к соглашению с Sony присоединились Paramount, которые позволили некоторым своим фильмам войти в Warner Archive Collection. Эти фильмы были выпущены при использовании того же формата MOD, но при этом, как правило, включали относительно старые фильмы, которые в данный момент уже распроданы на DVD и недоступны широким массам.
В середине 2016 года в рамках Warner Archive Collection выходят Blu-Ray с сезонами таких сериалов, как Я — зомби, Сотня, Лонгмайер, Древние и Люцифер.
В июле 2014 года был запущен онлайн-видеосервис Warner Archive Instant, предоставляющий практически мгновенный доступ к Warner Archive Collection. Работая по принципу Netflix видеосервис предоставляет доступ к различным фильмам и сериалам посредством аккаунта на веб-сайте, а также через приложения для Roku и iOS. По состоянию на июнь 2015 года Warner Archive Instant обслуживает лишь клиентов, находящихся на территории США.
В начале 2018 года TimeWarner отключил видеосервис Warner Archive Instant, а его фильмотека перешла к FilmStruck. FilmStruck был отключен в конце ноября 2018 года. В 2019 году владелец WarnerMedia создал новый стриминг-сервис HBO Max.